# 17e étape du Tour d'Espagne 2015
La 17e étape du Tour d'Espagne 2015 s'est déroulée le mercredi 9 septembre 2015, entre Burgos et Burgos, sur une distance de 38,7 km.

## Résultats

### Classement de l'étape
| Classement de l'étape | Classement de l'étape | Classement de l'étape | Classement de l'étape | Classement de l'étape |
|                       | Coureur               | Pays                  | Équipe                | Temps                 |
| --------------------- | --------------------- | --------------------- | --------------------- | --------------------- |
| 1er                   | Tom Dumoulin          | Pays-Bas              | Giant-Alpecin         | en 46 min 1 s         |
| 2e                    | Maciej Bodnar         | Pologne               | Tinkoff-Saxo          | + 1 min 4 s           |
| 3e                    | Alejandro Valverde    | Espagne               | Movistar              | + 1 min 8 s           |
| 4e                    | Vasil Kiryienka       | Biélorussie           | Sky                   | + 1 min 31 s          |
| 5e                    | Jérôme Coppel         | France                | IAM                   | + 1 min 32 s          |
| 6e                    | Nairo Quintana        | Colombie              | Movistar              | + 1 min 33 s          |
| 7e                    | Romain Sicard         | France                | Europcar              | + 1 min 36 s          |
| 8e                    | Nélson Oliveira       | Portugal              | Lampre-Merida         | + 1 min 38 s          |
| 9e                    | Steve Cummings        | Grande-Bretagne       | MTN-Qhubeka           | + 1 min 40 s          |
| 10e                   | Fabio Aru             | Italie                | Astana                | + 1 min 53 s          |
| modifier              |                       |                       |                       |                       |

### Classements à l'issue de l'étape

#### Classement général
| Classement général | Classement général | Classement général | Classement général | Classement général  |
|                    | Coureur            | Pays               | Équipe             | Temps               |
| ------------------ | ------------------ | ------------------ | ------------------ | ------------------- |
| 1er                | Tom Dumoulin       | Pays-Bas           | Giant-Alpecin      | en 68 h 40 min 36 s |
| 2e                 | Fabio Aru          | Italie             | Astana             | + 3 s               |
| 3e                 | Joaquim Rodríguez  | Espagne            | Katusha            | + 1 min 15 s        |
| 4e                 | Rafał Majka        | Pologne            | Tinkoff-Saxo       | + 2 min 22 s        |
| 5e                 | Nairo Quintana     | Colombie           | Movistar           | + 2 min 53 s        |
| 6e                 | Alejandro Valverde | Espagne            | Movistar           | + 3 min 15 s        |
| 7e                 | Esteban Chaves     | Colombie           | Orica-GreenEDGE    | + 3 min 30 s        |
| 8e                 | Daniel Moreno      | Espagne            | Katusha            | + 3 min 46 s        |
| 9e                 | Mikel Nieve        | Espagne            | Sky                | + 4 min 10 s        |
| 10e                | Louis Meintjes     | Afrique du Sud     | MTN-Qhubeka        | + 6 min 51 s        |
| modifier           |                    |                    |                    |                     |